# Казан-Куйган
Казан-Куйган (кирг. Казан-Куйган "сделать котёл") — село в Нарынском районе Нарынской области Кыргызстана. Административный центр Казан-Куйганского аильного округа.
Население в 2009 году составляло 1033 человека.
Находится на берегу реки Кара-Куджур у подножия гор, на высоте 2255 м над уровнем моря. Районный центр Нарын расположен в 24 км севернее, до Бишкека — 175 км. До железнодорожной станции Балыкчи — 142 км. Недалеко протекает река Он-Арча (длина 75 км), которая впадает в реку Нарын.
Возникло в 1915 году.
Местное население, в основном, занято в животноводстве и производстве кормов. В селе имеется средняя школа, библиотека, клуб и больница, предприятия бытового обслуживания, 2 мельницы, баня.